# Blatnice (ort i Tjeckien, Plzeň)
Blatnice är en ort i Tjeckien.   Den ligger i distriktet Okres Tachov och regionen Plzeň, i den västra delen av landet, 100 km väster om huvudstaden Prag. Blatnice ligger 356 meter över havet och antalet invånare är 688.
Terrängen runt Blatnice är platt. Runt Blatnice är det ganska tätbefolkat, med 134 invånare per kvadratkilometer. Närmaste större samhälle är Plzeň, 16,2 km öster om Blatnice. Trakten runt Blatnice består till största delen av jordbruksmark.